# Testa di Baban
La Testa di Baban (anche chiamata Bric Bassa del Carbone o Bric del Carbone) è una montagna delle Alpi Liguri alta 2.060 m.

## Toponimo
Il nome della montagna, come quelli del Passo di Baban, della vicina Cima Baban e altri toponimi del basso Piemonte e della Liguria occidentale, è probabilmente legato alla cacciata dei saraceni. Nella parlata della Liguria occidentale infatti con il termine baban si indica l'uomo nero, e come la parola babau viene usato per intimorire i bambini.

## Descrizione

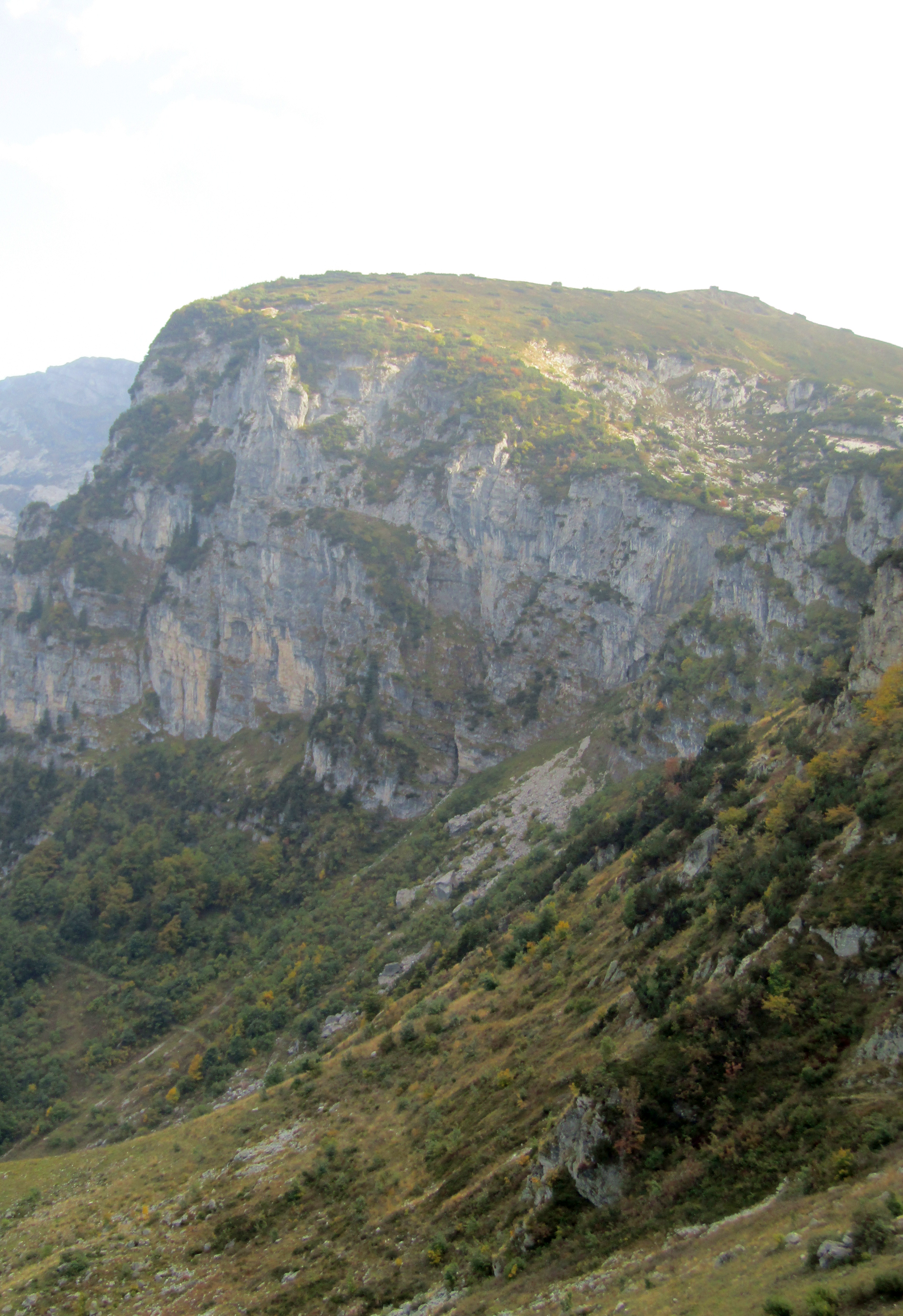
La parete orientale

La Testa di Baban sui trova in Val Pesio a breve distanza dalla costiera che divide questa vallata dalla Valle Vermenagna. Il Colle del Carbone, o Bassa del Carbone, la raccorda verso sud-ovest con il resto della costiera montuosa, mentre a est la montagna si affaccia verso il solco principale della Val Pesio con una alta e ripidissima parete rocciosa. 
La sua prominenza topografica è di 54 metri ed è data dalla differenza di quota tra la vetta (2.060 m) e il punto di minimo situato in corrispondenza del Colle del Carbone (2.006 m).

## Geologia

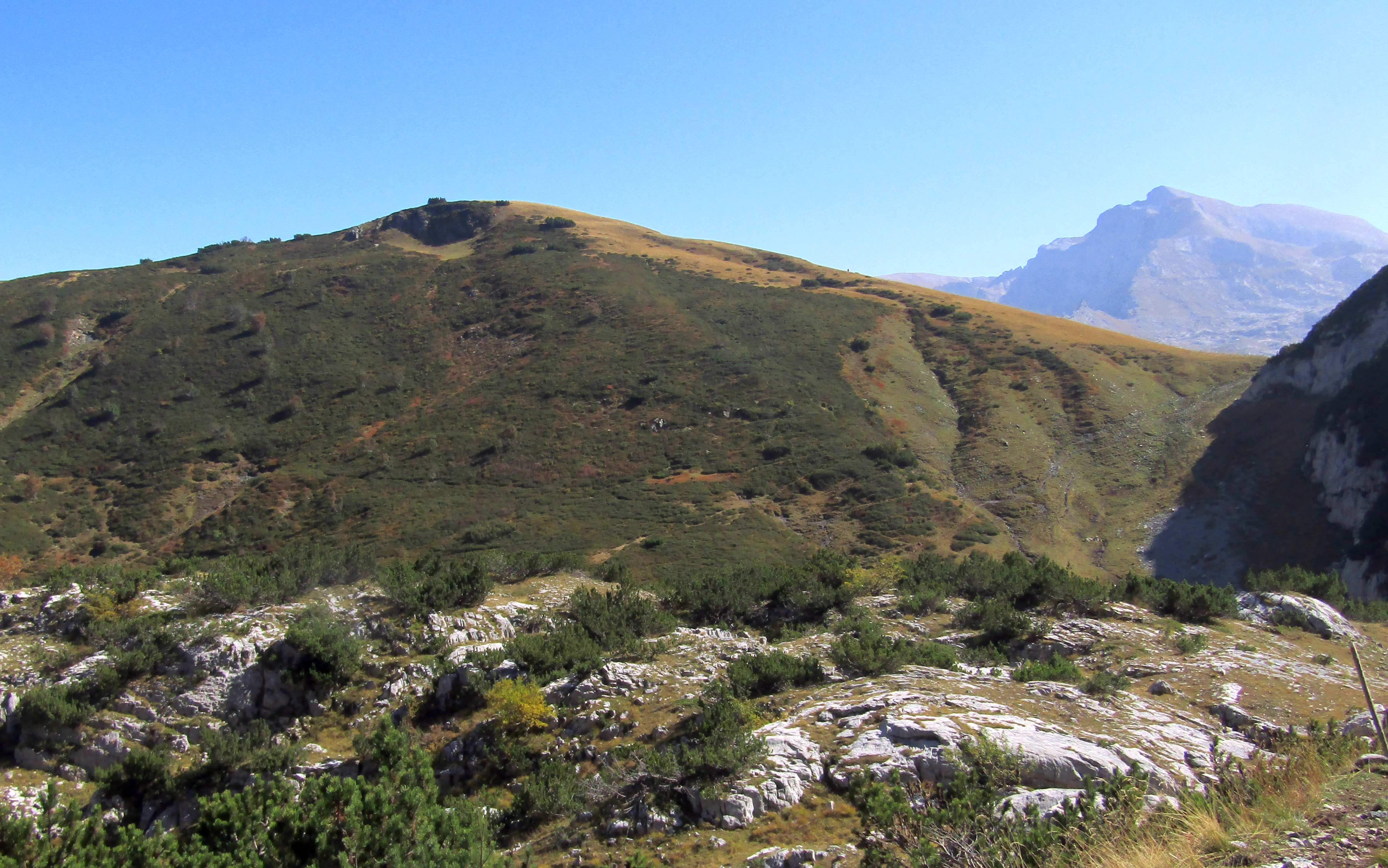
Versante nord

Della montagna sono state studiate dai geologi le stratificazioni di flysch, strutturalmente collegate con quelle del vicino Monte Jurin e caratterizzate dalla presenza di fossili di tipo elmintoide 

## Accesso alla vetta
La cima della Testa di Baban è facilmente accessibile percorrendo l'ampia cresta sud-occidentale che la collega con il Colle del Carbone. Oltre che a piedi la si può percorrere anche in mountain bike con un itinerario di cicloalpinismo.

### Punti di appoggio
- Rifugio del Pian delle Gorre (1.032 m).

## Protezione della natura
La montagna ricade al'interno dei confini del Parco naturale del Marguareis.